# Шезо, Жан Филипп де
Жан Филипп де Шезо (фр. Jean Phillippe Loys de Chéseaux; 1718—1751) — швейцарский астроном и физик.
Ещё в ранней молодости он обнаружил блестящие способности, и, когда ему было 17 лет, его дед, философ Жан-Пьер де Круза, послал в парижскую академию наук три работы Шезо, обратившие на себя всеобщее внимание. Ранние работы Шезо по физике распространения звука, о торможении пушечных ядер воздухом и пр. привлекли к нему широкое внимание. Многие учёные общества избрали его потом своим членом, а императрица Елизавета Петровна предложила ему место директора обсерватории в Санкт-Петербурге, но вследствие плохого состояния здоровья Шезо не мог воспользоваться этим предложением.

## Работы
Де Шезо открыл две кометы: 
- C/1743 X1 — совместно с Клинкенбергом. Через несколько месяцев после исчезновения кометы Шезо опубликовал о ней книгу. Книга содержала восемь приложений, посвящённых разным вопросам астрономии.
- C/1746 P1

Наиболее известные работы Шезо касаются комет 1743 [уточнить], C/1743 X1 (1744) и C/1746 P1 (1747). Главнейшие из них:
- «Eléments de cosmographie et d’astronomie» (1747);
- «Discours philosophiques sur la physique et l’histoire naturelle» (1762);
- «Mémoires posthumes sur différents sujets d’astronomie et de mathématique» (1764);
- «Lois et propriétés de l'équolibre»;
- «Tables des moments des équinoxs du soleil et de la lune» и др.

В приложении к статье 1744 г. содержится первая полная формулировка фотометрического парадокса — наиболее знаменитое достижение Шезо.
К концу своей жизни Шезо увлёкся мистицизмом и деятельно предался изучению Священного Писания. К этому времени относятся его «Dissertations critique sur la partie prophétiques de l’Ecriture sainte» (П., 1751).